# 董羽宸
董羽宸（16世紀—17世紀），字原孚，號邃初，直隸松江府上海縣人，明朝、南明政治人物。

## 生平
董羽宸是嘉靖二十九年進士董傳策的堂弟，在萬曆三十四年（1606年）中丙午科應天鄉試舉人，到四十一年（1613年）成癸丑科進士，獲授浙江餘姚知縣，遷雲南道御史，改為巡視山東，遣散徐鴻儒的黨羽；又巡按順德、永平、保定、河間，駐守通州。他上陳劉之綸不善於作戰，結果劉之綸一如他所料敗死，並陞任順天府府尹。之後董羽宸自光祿卿升官左副都御史、兵部右侍郎，因為忤逆薛國觀遭貶謫為南京尚寶丞，削籍歸鄉。清兵攻至上海，他出門迎降；到隆武帝繼位，起用他為南京吏部左侍郎，後事不詳。

## 家族
祖父董鶴年。父董嘉相，庠生。族兄董尊聞，万历三十一年癸卯科舉人。

## 引用
1. 1 2  錢海岳《南明史·卷四十三·列傳第十九》：董羽宸，字邃初，上海人。萬曆四十一年進士。授餘姚知縣，遷雲南道御史，巡視山東，散徐鴻儒黨。巡按順、永、保、河，守通州。上言劉之綸不任戰，果敗死。陞順天府尹。
2. ↑  《同治上海縣志·卷十五·選舉表上》：……（萬曆）三十四年丙午科解元鄒之麟……董羽宸 見進士 ……四十一年癸丑科周延儒榜……董羽宸 ……嘉靖庚戌進士傳策從弟，附傳
3. ↑  《萬曆四十一年癸丑科進士履歷》：董羽宸，邃初，書四房，壬午十二月二十八日生。上海县人，丙午鄉試六十八名，会试二百十六名，三甲一百十一名。吏部政，授餘姚知縣，戊午本省同考，庚申十月授雲南道御史，壬戌山东巡按，平妖叙升京堂，本年丁父憂，接丁母憂，己巳補雲南道，順天巡按，虏入，守御通州，加一级，京堂推用，庚午告病回籍，癸酉補浙江道，京畿刷卷，甲戌升順天府丞，仍加一级。曾祖渌。祖鶴年。父加相，庠生。
4. ↑  錢海岳《南明史·卷四十三·列傳第十九》：自光祿卿累擢左副都御史、兵部右侍郎。忤薛國觀，謫南京尚寶丞，削籍歸。清兵至，迎降。紹宗立，起南京吏部左侍郎。